# Aristida novae-caledoniae
Aristida novae-caledoniae är en gräsart som beskrevs av Johannes Jan Theodoor Henrard. Aristida novae-caledoniae ingår i släktet Aristida och familjen gräs.
Artens utbredningsområde är Nya Kaledonien. Inga underarter finns listade i Catalogue of Life.